# Kotlina Milicka
Kotlina Milicka lub Kotlina Odolanowska (318.34) – mezoregion fizycznogeograficzny w środkowo-zachodniej Polsce, stanowiący wschodnią część Obniżenia Milicko-Głogowskiego. Region graniczy od północy z Wysoczyzną Kaliską, od północnego zachodu z Kotliną Żmigrodzką, od zachodu i południa ze Wzgórzami Twardogórskimi a od wschodu ze Wzgórzami Ostrzeszowskimi. Kotlina Milicka leży na pograniczu województw dolnośląskiego i wielkopolskiego.
Mezoregion jest rozległym zagłębieniem o genezie lodowcowej (zlodowacenie środkowopolskie), położonym na wysokości ok. 150 m n.p.m. Poza łąkami i lasami, w krajobrazie regionu dominują wielkie stawy rybne w dorzeczu Baryczy, tzw. Stawy Milickie, stanowiące podstawę intensywnej gospodarki hodowlanej.
Głównymi ośrodkami miejskimi regionu są Milicz i Odolanów, ponadto leżą tu wsie Przygodzice, Krośnice i Sośnie.